# Ridwan Drama
Ridwan Drama – indonezyjski zapaśnik w stylu wolnym i klasycznym.
Brązowy medalista igrzysk Azji Południowo-Wschodniej i mistrzostw Azji Południowo-Wschodniej w 1997 roku. Szósty na mistrzostwach Azji w 1995. Siódme miejsce w Pucharze Azji i Oceanii w 1999 roku.